# Maihuenia
Maihuenia Phil. è un genere di piante della famiglia delle Cactacee. È l'unico genere della sottofamiglia delle Maihuenioideae P.Fearn.

## Tassonomia
Comprende due sole specie:
- Maihuenia patagonica (Phil.) Britton & Rose
- Maihuenia poeppigii (Otto ex Pfeiff.) F.A.C.Weber

## Descrizione
Sono piante con fusto corto e cilindrico oppure globoso che formano cuscini di diversi metri di diametro. Le foglie sono piccole, da coniche a lineari, persistenti. Le areole producono circa 3 piccole spine ciascuna. I fiori, di colore dal binco al giallo, sono solitari e crescono nelle parti più esterne della pianta. I piccoli frutti sono carnosi.

## Distribuzione e habitat
Queste piante sono originarie delle zone andine di Cile e Argentina.